# Sycorax similis
Sycorax similis är en tvåvingeart som först beskrevs av Müller 1927.  Sycorax similis ingår i släktet Sycorax och familjen fjärilsmyggor. Inga underarter finns listade i Catalogue of Life.